# Технологія системного мислення (ТСМ)
Технологія системного мислення (ТСМ) – це творча система переконань, методів, прийомів і процедур, що гарантують зменшення витрат на виконання об’єктом потрібних функцій.
Як система переконань, ТСМ базується на трьох постулатах:
1. Розум людини, озброєний методичними інструментами мислення, здатен розв’язати кожну проблему і вирішити кожну задачу.
2. Резерви вдосконалення кожної системи (об’єкта) і необхідні ресурси завжди є в розпорядженні людини.
3. Метою всіх перетворень, за допомогою яких людина намагається удосконалити світ (або його окремі елементи) – є розширення функціональності об’єкта (системи) та/або зменшення ресурсів, необхідних для функціонування об’єкта (системи).
Власне в цьому полягає суть процесу економізації систем.
Як технологія, ТСМ застосовується як певна послідовність операцій мислення в процесі вдосконалення існуючих або розробки нових об’єктів (систем). Тобто по суті, ТСМ – це процес створення новацій.
Як система методів, ТСМ була сформована наприкінці ХХ і початку ХХІ століть на стику кількох галузей знань (фізики, інженерних дисциплін, психофізіології, економіки, математичного аналізу, соціології) завдяки працям П. Енгельмайєра, А. Осборна, Л. Майлса, Ф. Цвіккі, Г. Альтшуллєра,  Масаакі Імаі, У. Гордона, Р. Коллєра, А.  Кузьміна, А. Н. Кудрявцева та багатьох інших дослідників і практиків.
Одним з перших розділів ТСМ, в якому було запропоновано новий підхід до вирішення проблеми раціональних перетворень систем, була нова методика економізації – функціонально-вартісний аналіз (ФВА). Методика ФВА народилась упродовж 1946-1947 років у США і набула   розвитку наприкінці 1950-х років. Нині вона відома під назвою Techniquse of the Value analysis & Engineering.
Автором Value Analysis (аналіз вартості) вважається Lawrence D. Miles, котрий так назвав своє дітище: «Система методів зменшення витрат на виконання необхідних функцій до, під час і після їх здійснення». Тобто, замість предметного підходу до розгляду об’єкта і витрат на його створення та експлуатацію, Лоуренс Майлс запропонував розглядати функції об’єкта та їх вартість.
У 1950-х роках з’явились новаторські ідеї Г. С. Альтшуллєра, що згодом стали відомі як ТРІЗ (теорія розв’язання інноваційно-винахідницьких завдань) та відповідні алгоритми – АРІЗ’и. Згодом ТРІЗ і АРІЗ’и увійшли до ТСМ.
З другої половини 1960-х років у Японії набувають розвитку і впровадження ідеї Масаакі Імаі, що отримали назву кайдзен (система безперервного вдосконалення і ощадливого виробництва). Завдяки працям Джеймса Вумека і Деніела Джонса, ідеї і прийоми ощадливого виробництва отримали подальший розвиток та застосування у США, зокрема в системі послуг.
Таким чином, ТСМ об’єднує в собі всі новаторські підходи до вирішення проблеми раціональних перетворень систем. 
Якщо представити ТСМ дуже спрощено і образно, то ми маємо у своєму розпорядженні технологічну інструкцію і робочий набір інструментів для досягнення мети думання в конкретній ситуації. 
Для визначення будь-якої системи і пов’язаних з нею проблем, а особливо для розв’язання цих проблем у новому досконалому варіанті рішення, ТСМ вимагає враховувати шість складових системності:
– п’ять аспектів розгляду системи, тобто розглядаючи об’єкт, як систему елементів, систему функцій, систему потоків перетворень внутрісистемних субстанцій (речовин, енергій, інформацій), систему вартостей, систему абсурдів;
– конструкцію системи, технологію її виготовлення і експлуатації;
– три принципові складові системи (субстанційний аспект);
– шість правил системного  підходу: правило цілісності, правило ієрархічності, правило структурності, правило взаємозалежності системи і середовища, правило множини описів системи, правило сенсу існування системи;
– три правила формулювання функцій;
– вісім законів існування і розвитку систем: закон повноти частин системи, закон субстанпровідності системи, закон узгодження ритміки частин системи, закон збільшення ступеня ідеальності системи, закон нерівномірності розвитку окремих частин системи, закон переходу в надсистему, закон переходу на мікрорівень, закон збільшення поля сил.
Власне у цьому полягає системний підхід до вирішення конкретного  завдання, як процес застосування шести правил, восьми законів та спеціальних методів і процедур творчого пошуку раціональних рішень під час розгляду і вдосконалення конкретного об’єкта в п’яти аспектах його структури. Причому, під час розв’язання кожної проблеми необхідно тримати у полі власних думок три системи водночас: 
а) систему (об’єкт) з її проблемою, що потребує розв’язання, тобто  вдосконалення шляхом застосування ТСМ;
б) систему власного мислення, тобто свідомо контролювати динамічний процес розвитку своєї творчої думки і уяви в процесі вивчення і вдосконалення об’єкта;
в) методи аналізу і творчого пошуку, тобто увесь понятійний, інформаційний і методико-технологічний інструментарій ТСМ, на який спирається аналітик у процесі роботи.
Аналітик не має права задовольнятися запропонованими йому поясненнями. Він повинен збагнути суть мислення тих, хто створив те, що він аналізує.
Як технологічний процес удосконалення (економізації) конкретного об’єкта, ТСМ складається з шести послідовних етапів виконання робіт: підготовчий, інформаційний, аналітичний, пошуковий, дослідницький, етап впровадження. На кожному з цих етапів використовують певні правила і застосовують конкретні моделі та методи, за допомогою яких необхідно виконати заздалегідь встановлені технологічні процедури. 
Внаслідок такого порядку робіт, у аналітиків з’являється щоразу більше розуміння проблем об’єкта і можливостей їх вирішення на технологічному маршруті раціонально організованої творчості.
Важливим засобом розуміння об’єкта на шляху його подальшого вдосконалення є побудова кількох його моделей, що розкривають функціональну анатомію об’єкта. При цьому використовується класифікація внутрішніх і зовнішніх функцій об’єкта. 
Порівняння вартостей функцій з їх вагомістю (на аналітичному етапі) дає можливість визначити зону зайвих витрат, що зумовлена конструктивною збитковістю об’єкта і, відповідно, перейти до визначення нових варіантів конструкції і технології (на етапі творчого пошуку новацій), які не мають виявлених недоліків.
Як система економізації, ТСМ дає можливість зменшити витрати на об’єкт у середньому на 35-60%. Про це свідчать факти застосування цієї творчої системи у машинобудуванні, аграрному секторі і сфері послуг не лише у розвинутих країнах, а й в Україні.
Різноманітні варіанти ТСМ, як системи економізації, широко   використовують майже 100% японських компаній, 72% компаній США, у Великій Британії – 56%, у Бразилії – 55%, у Мексиці – 42%. В Україні ощадливим виробництвом займаються лише кілька компаній. 